# Boninena
Boninena é um género de gastrópode  da família Bulimulidae.
Este género contém as seguintes espécies:
- Boninena callistoderma
- Boninena hiraseana
- Boninena ogasawarae